# Robert Jordan (Schriftsteller, 1885)

Zeppelinstraße 2: 1985 angebrachte Gedenkplakette für Robert Jordan, der hier bis zu seinem Tode gelebt hatte.

Robert Jordan (* 11. September 1885 in Holzminden; † 4. Juli 1970 in Braunschweig) war ein deutscher Lehrer, Journalist und Schriftsteller. Er gilt als einer der „markantesten Vertreter des Braunschweiger Kulturlebens“ zwischen 1920 und 1970.

## Leben
Jordan wurde in Holzminden geboren, wuchs aber in Braunschweig auf. Zwischen 1909 und 1918 arbeitete er zunächst als Lehrer in Mühlenberg im Solling, kehrte dann aber nach Braunschweig zurück, um dort als Redakteur zu arbeiten, nach dem Ende des Zweiten Weltkrieges bei der Braunschweiger Zeitung. Darüber hinaus arbeitete er als Kunst-, Musik- und Theaterkritiker sowie zwischen 1929 und 1934 als Dramaturg am Braunschweiger Landestheater. 1934 wurde ihm wegen öffentlicher Schmähungen aufgrund von „Nichtzugehörigkeit zur Partei“ gekündigt.
Jordan war ein ausgezeichneter Musiker und Zeichner und verfasste zudem zahlreiche Schul- und Jugendbücher, darunter die speziell für Kinder gemachte Reihe „Der Appelhans“. Insgesamt veröffentlichte er über 40 Werke, darunter zahlreiche über die Geschichte der Stadt Braunschweig sowie zu historischen Personen. Sein Erstlingswerk „Historische Arabesken“ erschien 1910. In der Braunschweiger Landeszeitung erschien die Fortsetzungsreihe „Streifzüge durch das Braunschweiger Kulturleben“ und im Braunschweiger Allgemeinen Anzeiger die „Braunschweiger Pfeffernüsse“.
Jordan war Mitglied der Kleiderseller, einer geselligen Vereinigung rund um den Schriftsteller Wilhelm Raabe, den Jordan 1907 erstmals traf. 1948 rief Jordan dazu auf, die Tradition der Kleiderseller aufrechtzuerhalten. Er gehörte ebenfalls zu den Neubegründern der Literarischen Vereinigung Braunschweig, deren Vorsitzender und Ehrenmitglied er war.

## Ehrungen
1947 wurde Jordan mit der Raabe-Plakette der Stadt Braunschweig geehrt. Zu seinem 70. Geburtstag, am 11. September 1955, erhielt er als erster die Goldene Ehrenplakette der Stadt Braunschweig. 1958 wurde Robert Jordan das Bundesverdienstkreuz 1. Klasse verliehen. Eine Nebenstraße der Celler Straße trägt seit 1978 seinen Namen. In der Zeppelinstraße 2, seinem letzten Wohnhaus im östlichen Ringgebiet von Braunschweig, wurde ihm zu Ehren zu seinem 100. Geburtstag eine Bronzetafel angebracht.

## Werke (Auswahl)
- 1925: Capriccio. Elf ironische Geschichten
- 1931: Aronisch Symphonie
- 1933: Espirella
- 1936: Wetterfahnen
- 1946: Der Hofkapellmeister
- 1947: Götter und Gauner
- 1948: März Stürme
- 1956: Modelle – Masken – Menschen (biogr. Roman über Honoré Daumier)
- 1968: Lizzy Burns oder ‚Das liebe dreckige Leben‘